# Highland Masters
Highland Masters — пригласительный снукерный турнир, проходивший только один раз — в апреле 1982 года в Шотландии.
В турнире принимали участие восемь игроков, из которых четверо (Рэй Риардон, Джон Спенсер, Алекс Хиггинс и Стив Дэвис) были чемпионами мира, а остальные — местными малоизвестными профессионалами. Никто из шотландских игроков не смог победить своего соперника в первом раунде (1/4 финала), а победителем турнира стал Рэй Риардон, обыгравший в финале Джона Спенсера со счётом 11:4. Высший брейк соревнования сделал Спенсер — 112 очков.

## Победители
| Место проведения | Год  | Победитель  | Финалист     | Счёт | Приз победителю |
| ---------------- | ---- | ----------- | ------------ | ---- | --------------- |
| Инвернесс        | 1982 | Рэй Риардон | Джон Спенсер | 11:4 | £ 5 000         |